# Louis Étienne Watelet

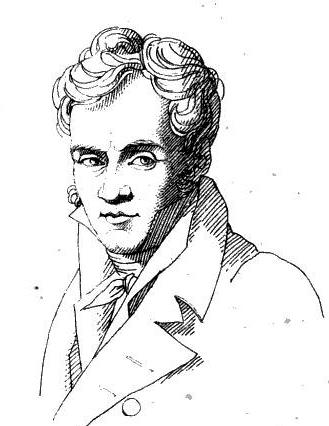
Louis Étienne Watelet.

Louis Étienne Watelet, född den 25 augusti 1780 i Paris, död där den 21 juni 1866, var en fransk målare.
Watelet odlade till en början det historiska landskapet med traditionellt staffage och erhöll 1810 medalj för ett herdelandskap. Efter ett tiotal år började han måla utsikter från Paristrakten; och 1822 utförde han en stor Vy från terrassen i Saint-Germain-en-Laye. Samma år reste han till Italien och utvecklade därmed sin förmåga, så att kan kunde i viss mån lösa sig från de gamla akademiska banden. Följden blev ett par tavlor, Nemisjön och Kaskatellerna vid Tivoli, med vilka han väckte uppseende vid parissalongen 1824. I Frankrike uppsökte han vackra trakter i alla provinser och återgav dem i akvarell. Hans betydelse är, att han var en bland dem, som först på allvar lät naturen gälla för vad den var och uppfattade den som sådan, men hans förmåga var, oaktat skicklighet i det tekniska, alltför tom att bringa honom ifrån ett visst vacklande mellan det gamla och det nya sättet att måla landskap.